# Кристи, Джун
Джун Кристи (англ. June Christy, урождённая Ширли Ластер (англ. Shirley Luster), известна также под именем Шарон Лесли (англ. Sharon Leslie) и под прозвищем Misty Miss Christy; 20 ноября 1925, Спрингфилд, Иллинойс, США — 21 июня 1990, район Шерман-Окс, Лос-Анджелес, Калифорния, США) — американская джазовая певица. Иногда называется как «одна из прекраснейших и недооцененных певиц своего времени».

## Биография
Джун Кристи, урождённая Ширли Ластер, родилась 20 ноября 1925 года в Спрингфилде, штат Иллинойс. Её родители не имели никакого отношения к музыке. В трёхлетнем возрасте переехала в Декейтер. К тому моменту, когда Ширли достигла пятилетнего возраста, родители развелись и девочка осталась с матерью.
Талант певицы у Ширли Ластер проснулся рано: первое своё профессиональное выступление она совершила в 13 лет в составе Bill Oetzel Orchestra, коллектива из Декейтера. В этом коллективе Ширли Ластер оставалась в течение пяти лет, выступая также с такими группами, как Ben Bradley Band и Bill Madden's Band. После окончания школы, Ширли Ластер переехала в Чикаго, где она поменяла имя на Шарон Лесли и присоединилась к оркестру прогрессивного джаза под управлением Бойда Ребёрна. Несколько позднее молодая певица присоединилась к оркестру Бенни Стронга. В 1944 году группа перебралась из Чикаго в Нью-Йорк, но Шарон Лесли была вынуждена остаться в Чикаго, так как тяжело заболела скарлатиной.
Весной 1945 года она узнала, что в город приехал оркестр Стэна Кентона и прослышала о том, что Анита О'Дэй, певица этого оркестра, оставила коллектив. Шарон Лесли немедленно связалась с агентом Кентона, прошла прослушивание и через неделю дебютировала в оркестре под новым именем Джун Кристи, которое ей дал Стэн Кентон.
Оркестр Стэна Кентона записал с Джун Кристи свои наиболее успешные релизы: Shoo Fly Pie and Apple Pan Dowdy, How High the Moon, и проданный тиражом более миллиона экземпляров Tampico (1945). Певица выступала в составе оркестра до 1948 года, когда оркестр распался, после чего Джун Кристи выступала в течение двух лет в различных клубах. В 1948 году оркестр был воссоздан, и певица вновь какое-то время работала в составе оркестра, совмещая это со своей сольной карьерой. Окончательно оркестр Стэна Кентона певица оставила в 1951 году.
В 1946 году Джун Кристи вышла замуж за Боба Купера, саксофониста из оркестра Стэна Кентона, и прожила с ним в браке более 40 лет, вплоть до своей смерти. От брака певица имела сына и дочь.

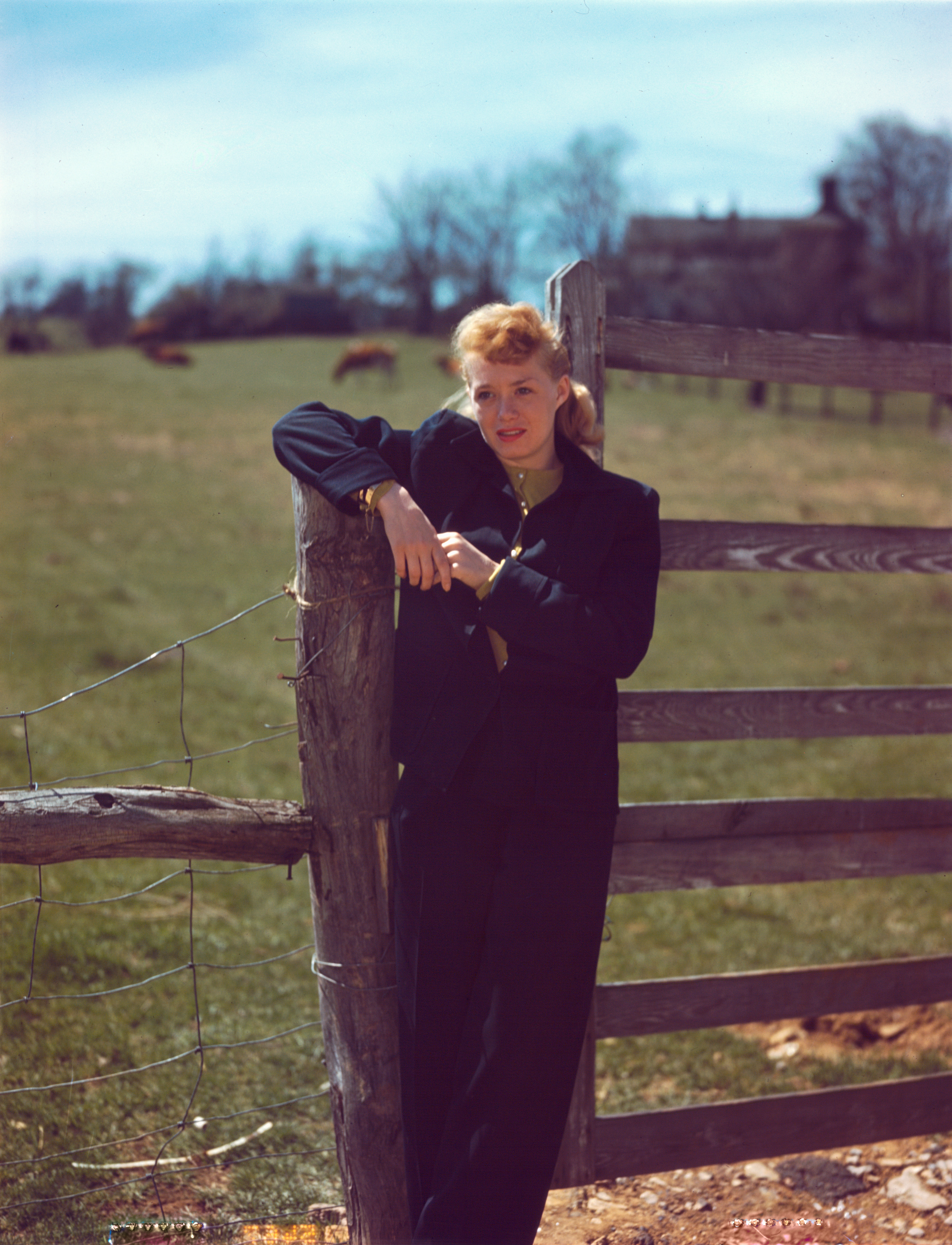
Джун Кристи, 1947

Сольную карьеру Джун Кристи начала в 1947 году, в основном выступая и записываясь с Питом Руголо. До 1952 года она не имела особого успеха, хотя с 1946 по 1950 год признавалась журналом Down Beat лучшей вокалисткой, выступающей в биг-бендах. Записав в 1952 году песню My Heart Belongs to Only You она привлекла внимание Capitol Records и фирма позволила ей и Руголо записать что-то в формате офф-бит, вместо обычных поп-стандартов. В 1954 году вышел 10-дюймовый винил Something Cool, где отметились наряду с Руголо её муж Боб Купер и саксофонист Бад Шэнк. В 1955 году вышел уже 12-дюймовый LP с некоторыми дополнениями, а в 1960 году диск был перезаписан в стерео-формате. В 50-е годы этот диск стал заметным явлением в вокальном кул-джазе, был высоко оценен как публикой, так и критиками, и принёс певице популярность. Джун Кристи отмечала, что этот альбом — единственный в её карьере, которым она полностью довольна.
Её знаковая сольная песня была написана Биллом Бэрнесом, Something Cool, невесёлый разговор самой с собой, в котором её томящийся, немного хриплый голос с очень лёгким вибрато, разворачивает драматический монолог пьяной, ушедшей в себя посетительницы бара
Оригинальный текст (англ.)Her signature song as a soloist was Bill Barnes's extended, moody soliloquy, «Something Cool», in which her wistful, slightly husky voice, with its very faint vibrato, delivered the dramatic monologue of a boozy, self-deluded barfly.
 
До 1965 года певица активно записывалась, выпустив 18 альбомов на Capitol Records. До 1961 года она также активно гастролировала, в том числе за рубежом, в Европе, Японии, Австралии, Южной Африке, но долгие гастроли отрицательно сказывались на её семейной жизни и с 1961 года певица постепенно прекратила гастроли. Также она была участником многочисленных телепередач.
С 1965 по 1969 год певица не записывалась, а в 1969 прекратила свою карьеру, сосредоточившись на лечении алкоголизма. Вновь вернулась на сцену в 1972 году, выступив с оркестром Стэна Кентона на джазовом фестивале в Ньюпорте. С того времени и до 1977 года только гастролировала, выступая с оркестром Шорти Роджерса, одним из основателей джаза Западного побережья или вест-кост джаза. В 1977 году певица вернулась в студию, и записала свой последний альбом в карьере под названием Impromptu
Последние гастроли в карьере певицы датированы 1988 годом, когда она выступала с оркестром Шорти Роджерса. В её последнем выступлении принимал участие Чет Бейкер.
Джун Кристи скончалась в собственном доме 21 июня 1990 года на 65-м году жизни от почечной недостаточности. Тело певицы было кремировано, прах развеян над морем в районе Марина Дель Рей 

## Творчество
Леонард Физер, джазовый обозреватель Лос-Анджелес таймс назвал Джун Кристи «гранд-дамой модерн-джаза».
Её хриплый с придыханием и неглубоким вибрато голос идеально подходил к послевоенной эре джаза
Оригинальный текст (англ.)Her breathy, husky sound and narrow vibrato which were ideally suited to the post-war jazz era
 
Харуки Мураками включил Джун Кристи во вторую книгу Джазовых портретов, сказав, что «Больше всего на этой пластинке я люблю слушать идущие подряд пять композиций на стороне Б. Например, в одиночестве, среди ночи, потягиваешь виски, из динамиков льется «Baby, Baby All the Time» и вдруг понимаешь, что все равно когда-нибудь все красивые чувства превратятся в прах, станут ничем. И всем нам ничего не остается — только смириться с этим. Хотя, возможно, в каких-то отдельных случаях чьи-то чувства останутся дрожать в воздухе, изменят форму, став частицей какой-то иной материи. Почему-то, когда я слышу голос Джун Кристи и пианино Стэна Кентона, я думаю об этом. И это не дает мне покоя.».

## Дискография

### Сольные работы
| Год выпуска | Album | Лейбл и номер по каталогу       |
| ----------- | --- | ------------------------------- |
| 1947        | Artistry in Rhythm — Stan Kenton & His Orchestra (78" RPM Album)                                                                 | Capitol Records BD-39           |
| 1950        | Day Dream (78" RPM Album) | Capitol Records CC-126          |
| 1953        | Get Happy | Capitol Records EAP 1-148       |
| 1953        | The Swinging Chicks (10" Album)                                                                                                  | Camay Records                   |
| 1954        | Something Cool (10" LP) | Capitol Records H 516           |
| 1955        | Duet | Capitol Records T-656           |
| 1955        | Something Cool (12" LP) | Capitol Records T-516           |
| 1956        | The Misty Miss Christy | Capitol Records T 725           |
| 1957        | Fair and Warmer! | Capitol Records T 833           |
| 1957        | Gone for the Day | Capitol Records T 902           |
| 1958        | This Is June Christy | Capitol Records T1006           |
| 1958        | June's Got Rhythm | Capitol Records S/T1076         |
| 1958        | The Song Is June! | Capitol Records S/T1114         |
| 1959        | Recalls Those Kenton Days | Capitol Records S/T1202         |
| 1959        | Ballads for Night People | Capitol Records S/T1308         |
| 1959        | Road Show (со Стэном Кентоном и The Four Freshmen)                                                                               | Capitol Records ST1327          |
| 1960        | The Cool School | Capitol Records S/T1398         |
| 1960        | Something Cool | Capitol Records SM 516          |
| 1960        | Off-Beat | Capitol Records S/T1498         |
| 1961        | Do-Re-Mi | Capitol Records S/T1586         |
| 1961        | This Time of Year | Capitol Records S/T1605         |
| 1962        | Big Band Specials | Capitol Records S/T1845         |
| 1962        | Best of June Christy | Capitol Records SM 11961        |
| 1963        | The Intimate Miss Christy | Capitol Records S/T1953         |
| 1965        | Something Broadway, Something Latin                                                                                              | Capitol Records S/T2410         |
| 1977        | Impromptu | Interplay Records IP 7710       |
| 1986        | A Lovely Way to Spend an Evening (6 записей с радиошоу Stand By for Music, 1956; 8 записей с радиошоу The Navy Swings, 1966)     | Jasmine Records JASM 2528       |
| 1986        | Uncollected June Christy with the Kentones (с сессий записи 1946-1947)                                                           | Hindsight Record Company SR 219 |
| 1987        | Uncollected June Christy Volume Two (12 записей с радиошоу US Marine Corps, 1956; 2 записи с радиошоу The Bob Crosby Show, 1956) | Hindsight SR 235                |

## Комментарии
1. ↑  Слово misty буквально переводится как «туманная», «влажная», но в данном контексте прозвище следует переводить что-то вроде «Мисс Кристи с влажными глазами», «Мисс Кристи с туманным взглядом» и т.п. Прозвище было дано певице за её сентиментальные интерпретации популярных баллад